# Districte de Lunéville
El Districte de Lunéville és un dels quatre districtes amb què es divideix el departament francès de Meurthe i Mosel·la, a la regió del Gran Est. Té 9 cantons i 164 municipis. El cap de districte és la sotsprefectura de Lunéville.

## Cantons
cantó d'Arracourt - cantó de Baccarat - cantó de Badonviller - cantó de Bayon - cantó de Blâmont - cantó de Cirey-sur-Vezouze - cantó de Gerbéviller - cantó de Lunéville-Nord - cantó de Lunéville-Sud